# Giarratana
Giarratana is een gemeente in de Italiaanse provincie Ragusa (regio Sicilië) en telt 3269 inwoners (31-12-2004). De oppervlakte bedraagt 43,5 km², de bevolkingsdichtheid is 75 inwoners per km².
De volgende frazioni maken deel uit van de gemeente: Giarratana.

## Demografie
Giarratana telt ongeveer 1265 huishoudens. Het aantal inwoners daalde in de periode 1991-2001 met 2,0% volgens cijfers uit de tienjaarlijkse volkstellingen van ISTAT.
| Jaar | Inwoneraantal |
| ---- | ------------- |
| 1991 | 3411          |
| 2001 | 3343          |

## Geografie
De gemeente ligt op ongeveer 520 m boven zeeniveau.
Giarratana grenst aan de volgende gemeenten: Buccheri (SR), Buscemi (SR), Licodia Eubea (CT), Modica, Monterosso Almo, Ragusa en Vizzini (CT).

## Externe link

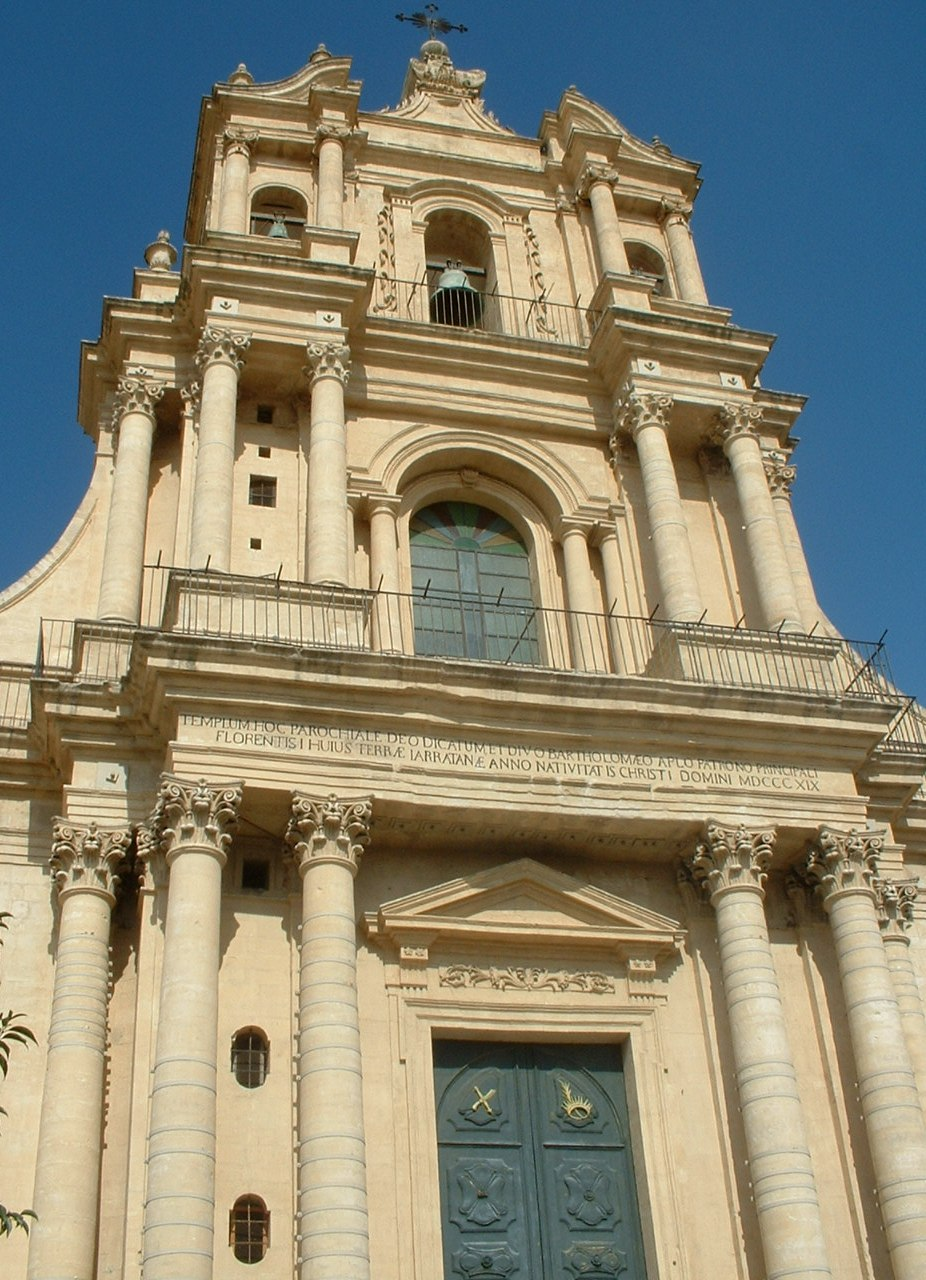
Kerk